# Зелце
Зелце (њем. Seelze) град је у њемачкој савезној држави Доња Саксонија. Једно је од 21 општинског средишта округа Регион Хановер. Према процјени из 2010. у граду је живјело 32.729 становника. Посједује регионалну шифру (AGS) 3241015.

## Географски и демографски подаци
Зелце се налази у савезној држави Доња Саксонија у округу Регион Хановер. Град се налази на надморској висини од 50 метара. Површина општине износи 54,0 km². У самом граду је, према процјени из 2010. године, живјело 32.729 становника. Просјечна густина становништва износи 606 становника/km².

## Међународна сарадња
| Мјесто | Држава    | Врста сарадње | Од    |
| ------ | --------- | ------------- | ----- |
|        | Француска | партнерство   | 1969. |
| Извор  |           |               |       |